# 巴尔拜斯
巴尔拜斯（法語：Barbaise，法語發音：[baʁbɛz]）是法国大東部大區阿登省的一个市镇，属于沙勒维尔-梅济耶尔区。

## 地理
巴尔拜斯（49°39'52"N, 4°34'46"E）面积6.68 平方千米，位于法国大東部大區阿登省，该省份为法国北部内陆省份，西接埃纳省，南至马恩省，东临默兹省，北与比利时接壤。
与巴尔拜斯接壤的市镇（或旧市镇、城区）包括：格吕耶尔、让丹、赖伊库尔、图利尼。

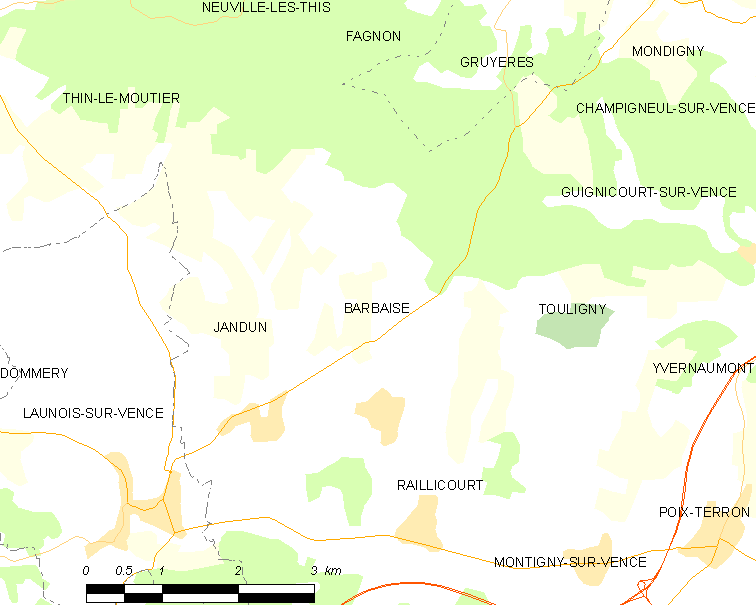
巴尔拜斯的OSM定位图

巴尔拜斯的时区为UTC+01:00、UTC+02:00（夏令时）。

## 行政
巴尔拜斯的邮政编码为08430，INSEE市镇编码为08047。

## 政治
巴尔拜斯所属的省级选区为锡尼拉拜县。

## 人口

1962-2008年间巴尔拜斯人口变化图示

巴尔拜斯于2022年1月1日时的人口数量为106人。